# Heavy Metal Hippies
Heavy Metal Hippies è un album del gruppo heavy metal giapponese Loudness, pubblicato nel 1994.
È l'unico album registrato da una formazione a tre, con Takasaki alla chitarra e al basso.

## Tracce
1. Howling Rain
2. Freedom
3. 222
4. Eyes of a Child
5. Electric Kisses
6. House of Freaks
7. Paralyzed
8. Desperation Desecration
9. Light in the Distance
10. Broken Jesus

## Formazione
- Masaki Yamada: voce
- Akira Takasaki: chitarra e basso
- Hirotsugu Homma: batteria